# حسن اللهیاری
حسن اللهیاری روحانی شیعه دوازده‌امامی افغانستانی است که در ایالات متحده آمریکا اقامت دارد. او به‌واسطهٔ فعالیت در فضای مجازی و شبکهٔ تلوزیونی «اهل بیت» شناخته می‌شود و به دلیل دیدگاه‌های انتقادی نسبت به مرجعیت شیعه، ولایت فقیه و نقد صریح مذهب اهل سنت مورد توجه و جنجال قرار گرفته‌است.

## زندگی و تحصیلات
اللهیاری در کابل به دنیا آمد. خانوادهٔ او در دوران جنگ افغانستان به ایالات متحده آمریکا مهاجرت کردند. وی سپس برای تحصیل به حوزه‌های علمیه نجف و قم رفت و نزد استادانی مانند حسین وحید خراسانی و محمداسحاق فیاض دروس عالی حوزوی خود را طی کرد.

## فعالیت رسانه‌ای
اللهیاری بنیان‌گذار شبکهٔ تلوزیونی غیرانتفاعی «اهل‌بیت» در سن‌دیگو، کالیفرنیا است که برنامه‌های زنده، پرسش و پاسخ و مناظره پخش می‌کرد. این شبکه کانال‌هایی به زبان‌های فارسی، عربی و انگلیسی داشت. دفاتر این شبکه در شهرهای اصفهان، قم و مشهد در ایران تعطیل شدند و برخی از همکاران آن بازداشت گردیدند؛ دلیل اعلام‌شده «تقویت اختلاف بین شیعه و سنی» بود. او هم اکنون در شبکه‌های مجازی مانند یوتیوب، تیک‌تاک و فیس‌بوک به زبان‌های فارسی، عربی، انگلیسی و اردو فعالیت داشته و به صورت زنده سخنرانی‌ها، مناظرات و پرسش و پاسخ‌های خود را بارگذاری می‌کند. 

## مواضع
- نقد تقلید و مرجعیت: او از معدود روحانیانی است که به‌طور آشکار با اجتهاد، تقلید و مرجعیت از طریق کتب شیعه و احادیث رد می‌کند.[۳]
- ولایت فقیه: اللهیاری ولایت فقیه را بدعت می‌داند و جمهوری اسلامی ایران را از نظر احادیث شیعه نامشروع توصیف کرده‌ است.
- اختلافات شیعه و سنی: او در سخنرانی‌ها و مناظرات خود ابوبکر، عمر، عایشه و بقیه باورهای اهل سنت را توسط منابع اهل سنت نقد کرده و این امر باعث مناقشاتی شده‌است.[۴]
- فلسفه و عرفان اسلامی: او فلسفه و عرفان اسلامی را غیرمعتبر دانسته و آن‌ها را برخلاف آموزه‌های امامان شیعه معرفی می‌کند.
- غُلات: وی پیروان اندیشه‌های غالیان را خارج از دایرهٔ تشیع می‌داند.[۵]
- ازدواج سادات: او ازدواج زنان سید با مردان غیر سید را جایز دانسته و مخالفت برخی خطیبان و روحانیان را بی‌اساس می‌خواند.[۶]

## انتقادات و واکنش‌ها
برخی از مراجع شیعه و همچنین رسانه‌های دینی، او و شبکهٔ تحت مدیریتش را به دلیل ادبیات تند و رویکرد اختلاف‌افکنانه مورد نقد قرار داده‌اند.